# Leimenberg (Eisenach)
Der Leimenberg ist ein Berg im Osten der Wartburgstadt Eisenach im Wartburgkreis in Thüringen.

## Topographie
Der Leimenberg ist ein nord-süd-orientierter Berg (315,2 m ü. NN). Der steile West- und der Nordhang sind bewaldet, der flachere Südhang ist teils Acker- und Weidegelände und gehört zum Trenkelhof, der zur Gemarkung Großenlupnitz gehörige Osthang ist gering abfallend. Am Nordosthang befinden sich Obstbaumpflanzungen in der Flur von Stockhausen.

## Geschichte
Der Flurname Leimenberg verweist auf eine hier als Grundlage der Töpfer- und Ziegeleihandwerker erschlossene Lehmgrube. Über den Leimenberg führte eine Altstraße, sie führte von der Hohe Sonne am Rennsteig abzweigend, am Rothenhof bei Eisenach als „Weinstraße“ vorbeiführend, nach Passage der Hörsel am Hammelsberg aufsteigend, um dann über den Leimenberg nach Großenlupnitz und weiter in Richtung Großenbehringen und Langensalza zu gelangen.
In Gipfellage befindet sich die gesprengte Ruine eines kleinen, im Zweiten Weltkrieg errichteten Schutzraums für die Eisenacher Luftabwehrkräfte.
Über den Leimenberg führt heute ein Radweg von Wutha-Farnroda nach Stockhausen und weiter Richtung Nationalpark Hainich. Der bewaldete und siedlungsferne Leimenberg ist mit den östlich benachbarten Hörselbergen Teil des Naturschutzprojektes „Wildkatzen-Korridor“.